# Nasenring (Tiere)

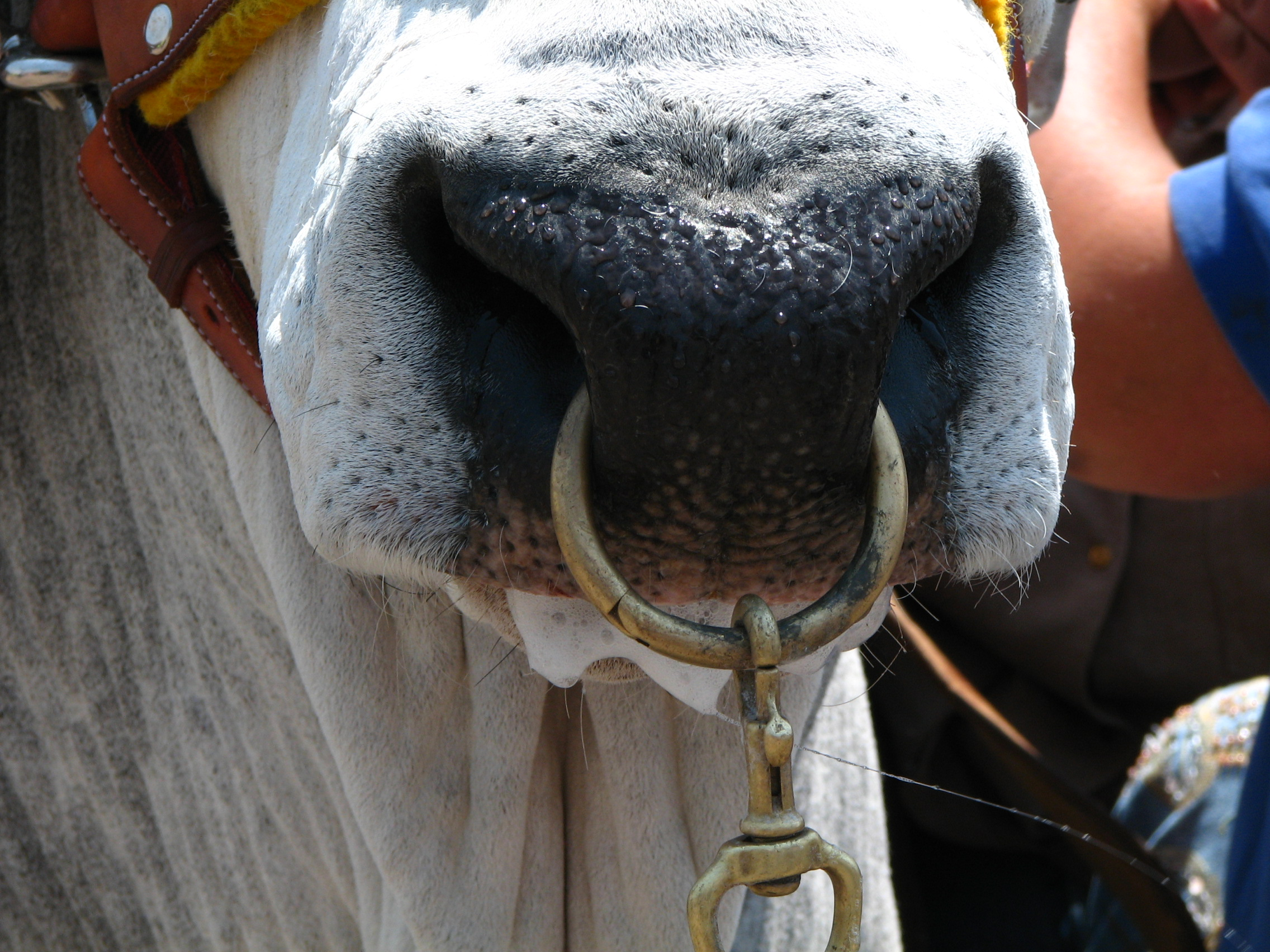
Ein durch das Septum gezogener Nasenring bei einem Hausrind

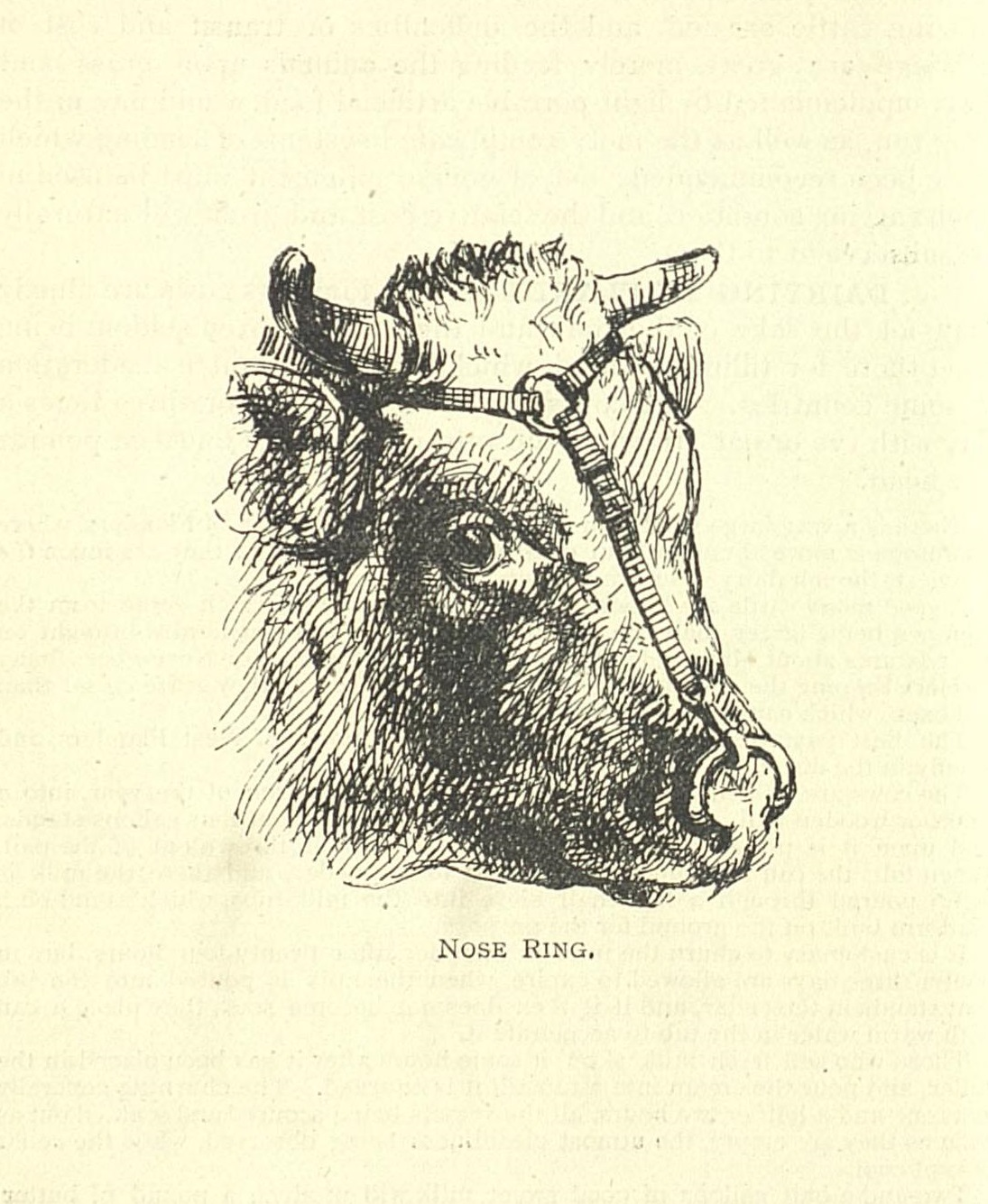
Rind mit Nasenring, Buchillustration, 1895

Ein Nasenring ist ein durch die Nasenscheidewand von Tieren verlaufender Ring, der eingesetzt wird, um das Verhalten der Tiere zu kontrollieren. Bei Menschen dient ein Nasenring in der Regel als Nasenschmuck. Landwirtschaftliche Betriebe setzen Nasenringe überwiegend bei großen Nutztieren wie Rindern ein. Bei Zuchtbullen ist der Nasenring in zahlreichen Ländern ab einem gewissen Alter vorgeschrieben. Weitere Tiere, die mitunter beringt werden, sind z. B. Zebus, Yaks, Wasserbüffel und Kamele.
Tierschützer verurteilen den Einsatz von Nasenringen und sprechen, insbesondere bei den Varianten, für die mit einer Hohlnadel (Nasenringtrokar) oder einer Nasenringzange ein permanentes Loch durch die Nasenscheidewand der Tiere gestochen wird, von Tierquälerei.
Neben Nasenringen, die durch das Septum gestochen wird, kommen in der Rinderhaltung auch Führhilfen und sogenannte Saugstopper zum Einsatz, die ohne das Stechen eines Loches an- und abgelegt werden können. Bei der Freilandhaltung von Schweinen ist es möglich, statt eines Septumringes sogenannte „Schweinekrampen“ zu verwenden, die angeclipt werden.
Wappentiere wie der Stier und der Auerochse werden häufig mit Nasenring dargestellt.

## Menschen
Nasenschmuck bei Menschen ist seit Alters her bekannt, vor allem in Indien beliebt, wo er bis ins 15. Jahrhundert nachgewiesen werden kann, und ästhetische, traditionelle und religiöse Bedeutung hat. Nasenringe können einfach oder mit Juwelen besetzt sein, mit Anhängern oder Kettchen. Neben Nasenringen gibt es auch -stifte, die ebenfalls durch einen oder beide Nasenflügel, durch das Septum oder alle gleichzeitig geführt werden.
Der Nasenring, als Ornament durch verschiedene Teile der Nase eingesetzt wird manchmal verwendet, um den sozialen Rang anzuzeigen, er war vor allem bei Menschen in Indien, Neuguinea, Polynesien, dem präkolumbianischen Amerika, Australien und Teilen Afrikas anzutreffen.
Dem Nasenring einer Frau wird in Indien besonderer Respekt gezollt, für einen Fremden ist es eine Taktlosigkeit, ihn auch nur zu erwähnen. Der Nasenring ist das indische Symbol des Eheglücks und er wird entfernt, wenn die Trägerin Witwe wird.
In der Genesis 24:47 heißt es: "Und ich fragte sie und sprach: Wessen Tochter bist du? Und sie sprach: Die Tochter Bethuels, des Sohnes Nahors, den Milka ihm geboren hat. Und ich legte den Ring an ihre Nase und die Spangen an ihre Arme;" Nasenringe als Schmuck werden in der Bibel noch an zwei anderen Stellen genannt, Hesekiel 16:11 - 13 ( 11 Ich zierte dich mit köstlichem Schmuck; ich legte dir Spangen an die Arme und eine Kette um deinen Hals; 12 ich legte einen Ring an deine Nase und Ringe an deine Ohren und setzte dir eine Ehrenkrone auf das Haupt[...]) und in den Sprüchen 11:22 (Eine schöne Frau ohne Zucht ist wie eine Sau mit einem goldenen Ring durch die Nase).

## Hausrind

### Bei ausgewachsenen Tieren

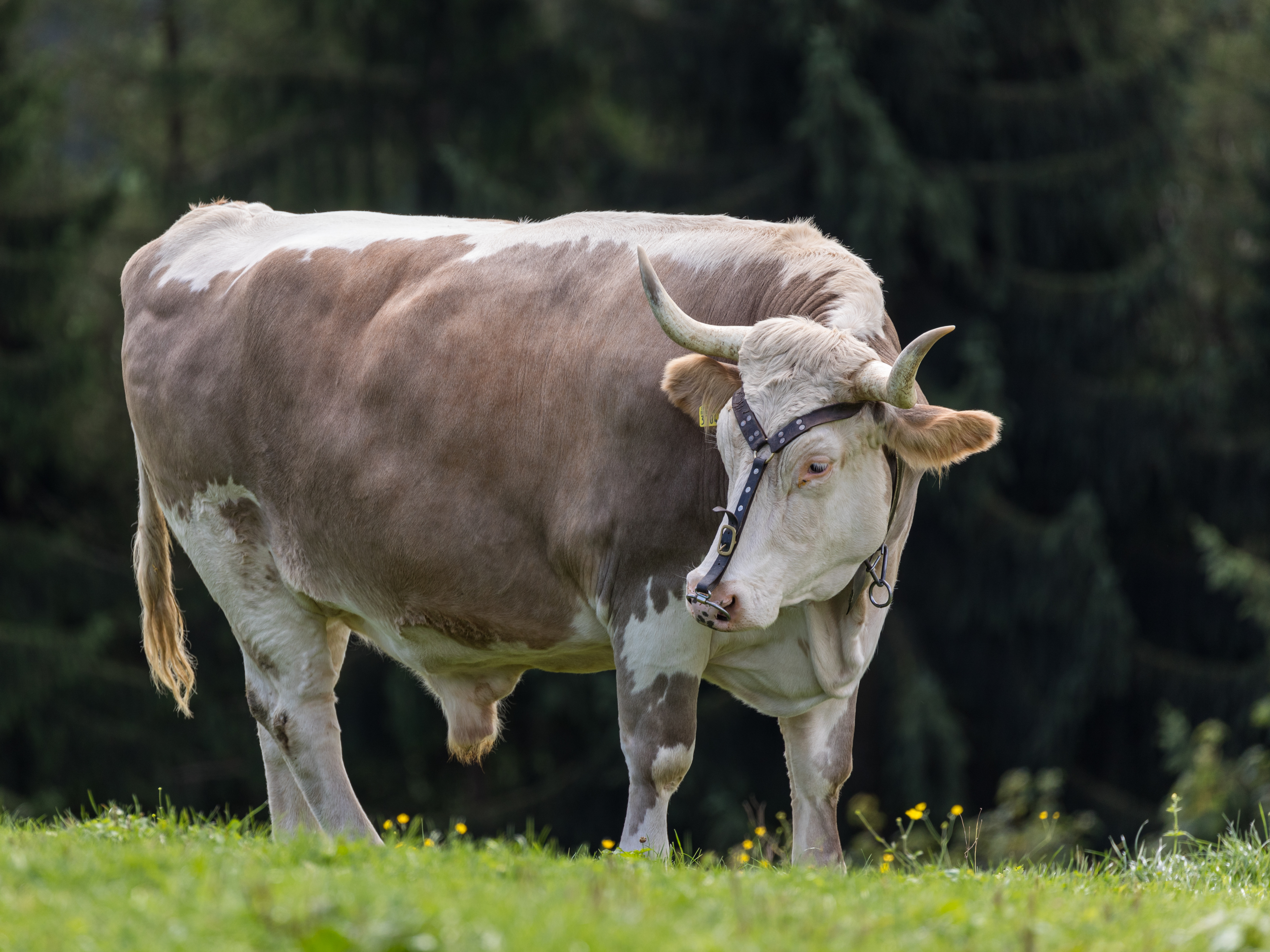
Bulle mit Nasenring im Appenzellerland weidend

Gelegentlich werden bei Bullen Messing- oder Edelstahlringe in die Nasenscheidewand eingezogen, um sie besser kontrollieren zu können. Die Nase ist eine sehr empfindliche Stelle am Körper. Der Ring stellt eine sogenannte „Zwangsmaßnahme“ dar, die eingesetzt wird, um das Tier besser unter Kontrolle halten zu können. Es gibt Nasenringe, bei denen nach dem Einziehen eine Schraube an einer Sollbruchstelle abbricht, so dass der Ring nicht mehr entfernt werden kann. Der Nasenring kommt teilweise aber auch bei schwer zu führenden Kühen zum Einsatz. Die Kosten pro Ring liegen bei etwa 10 Euro.

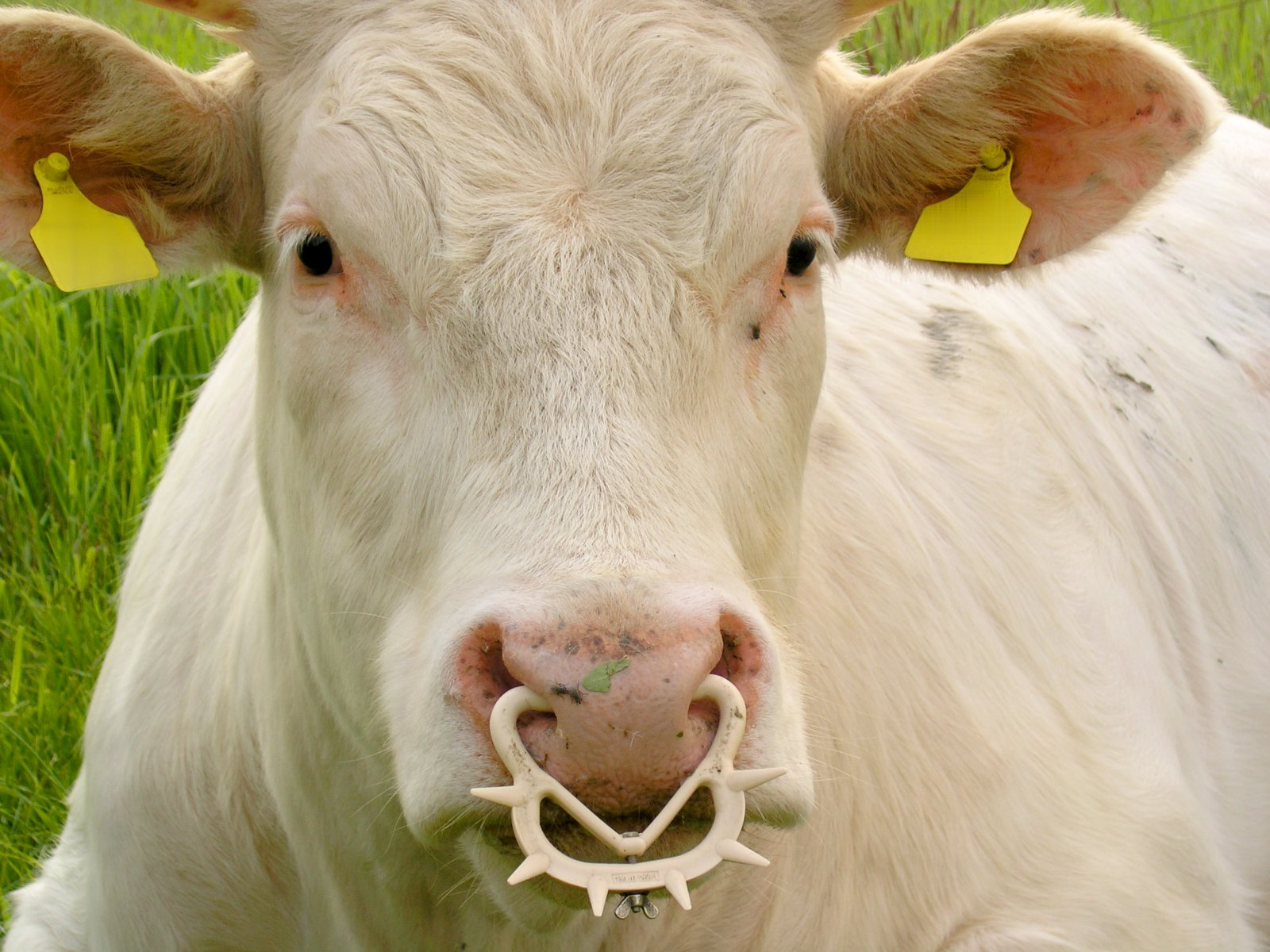
Saugstopper bei einem Rind

In Deutschland müssen Bullen, die zur Zucht eingesetzt werden, spätestens im Alter von zwölf Monaten einen Nasenring eingezogen bekommen. Der Ring muss aus rostfreiem Stahl sein und die Tiere dürfen nicht am Ring angebunden werden.
In der Schweiz ist das Anbringen von einem Nasenring bei Stieren ab einem Alter von 18 Monaten Vorschrift. Auch hier ist das Anbinden der Tiere am Nasenring gemäß Tierschutzverordnung (Art. 17 Bst. l TSchV) seit 2008 verboten.
In den Teilen der Welt, wo Rinder noch als Zugtiere oder zu Transportzwecken eingesetzt werden, sind diese oft beringt oder tragen ein Führseil durch das Septum, welches dieselbe Funktion erfüllt wie ein Nasenring.

### Bei Kälbern
Bei Kälbern wird ein sogenannter Viehsaugentwöhner verwendet, um dem Kalb den Zugang zum Euter der Mutterkuh zu verwehren. Dies macht es einfacher, das Kalb von der Mutter zu trennen. Noch häufiger wird der sogenannte „Saugstopper“ angewendet, um Färsen in der Gruppenhaltung davon abzuhalten, andere Färsen zu besaugen. Saugentwöhner werden aus elastischem Material hergestellt und haben nach außen einen Spitzenkranz. Sie werden nicht durch das Septum gestochen, sondern direkt an dem Nasenknorpel der Tiere festgedreht, wobei die Größe durch eine Schraube verstellt werden kann.
Eine Fachzeitschrift für die Milchwirtschaft bemängelt, dass herkömmliche Saugentwöhnungsringe andere Tiere durch ihre nach außen gerichteten Stacheln, irritieren und es zu Abwehrreaktionen kommt, aus denen die Tiere jedoch nicht lernen ihr Verhalten zu ändern. Daher wurden Saugstopp-Nasenringe entwickelt, die nach innen gerichtete, abgerundete Fortsätze haben. Durch den unangenehmen Druck, den sie bei Saugversuchen auf die Nase des Kalbes ausüben, wird das in der Landwirtschaft unerwünschte Verhalten unterbunden. Die Anbringung der elastischen Konstruktion erfolgt ohne die Verletzung der Nasenscheidewand.

## Hausschwein

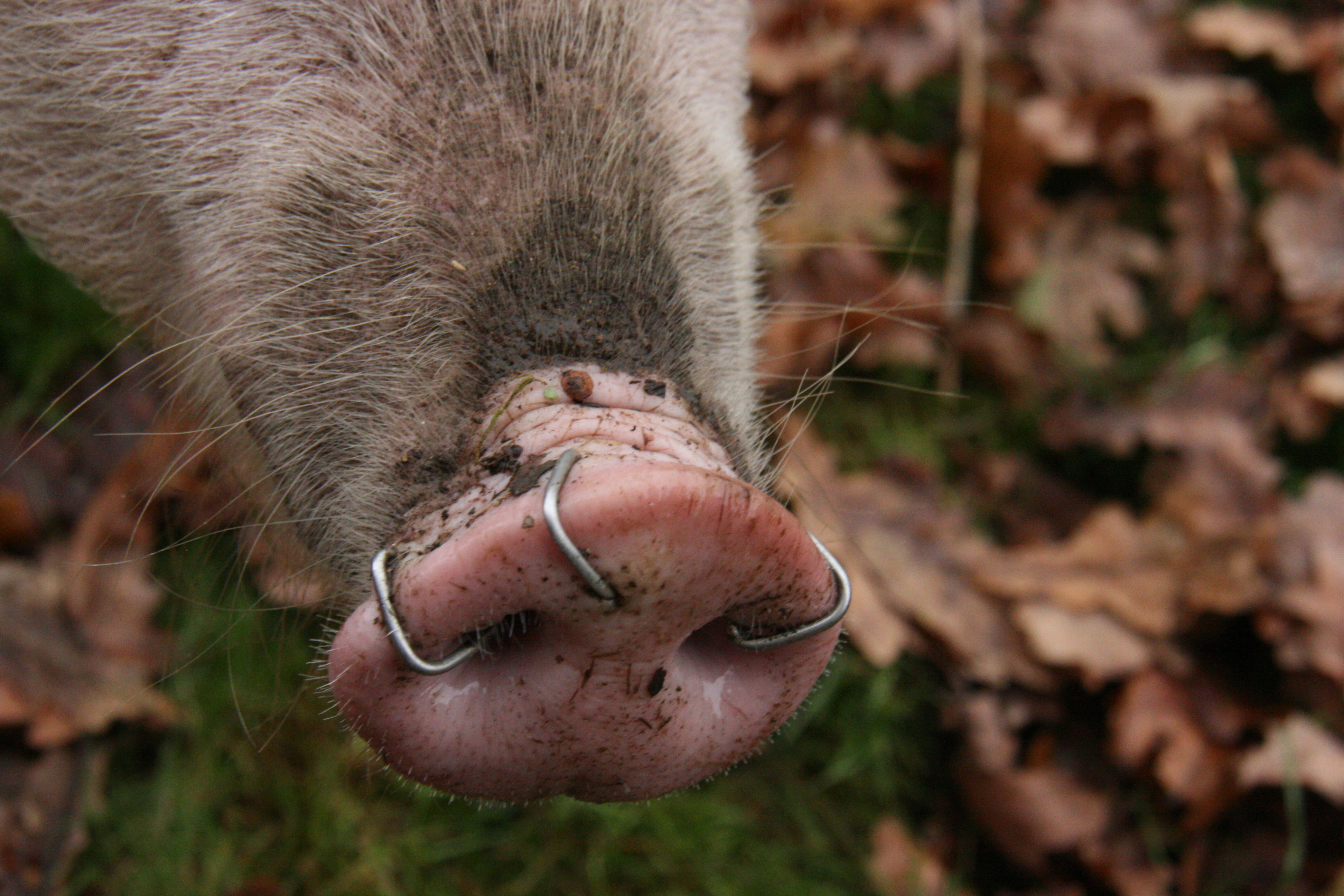
Angeclipte „Schweinekrampen“ in der Schnauze eines Schweines

Nasenringe sollen bei Schweinen das ihnen angeborene Wühlen verhindern. Es gibt auch sogenannte „Schweinekrampen“ – diese haben eine dreieckige, spitze Form. Bei Wühlbewegungen erzeugen die Spitzen einen Schmerz an der Rüsselscheibe, die das Tier davon abhalten, weiterhin den Boden aufzubrechen.
Schweine in der Freilandhaltung werden beringt, um das Aufwühlen des Bodens und das Ausgraben von Wurzeln zu verhindern. Es konnte beobachtet werden, dass beringte Schweine vorsichtiger Fressen als unberingte und mehr Zeit für die Nahrungsaufnahme benötigen und besonders bei Fütterquellen, die halb vergraben sind, weniger effizient vorgehen, als unberingte Schweine.
Veterinärmedizinische Untersuchungen von Freiland-Schweinen haben gezeigt, dass die Beringung in keinem Zusammenhang mit der Häufigkeit stand, in der Infektionen mit Parasiten wie dem Schweinespulwurm (Ascaris suum) und dem Schweinepeitschenwurm (Trichuris suis) auftraten. Jedoch konnte bestätigt werden, dass die Weideflächen beringter Tiere bis zu drei Mal mehr Gras aufwiesen, da es zu weniger Beschädigungen durch das Aufwählen des Bodens gekommen war.

## Kamele

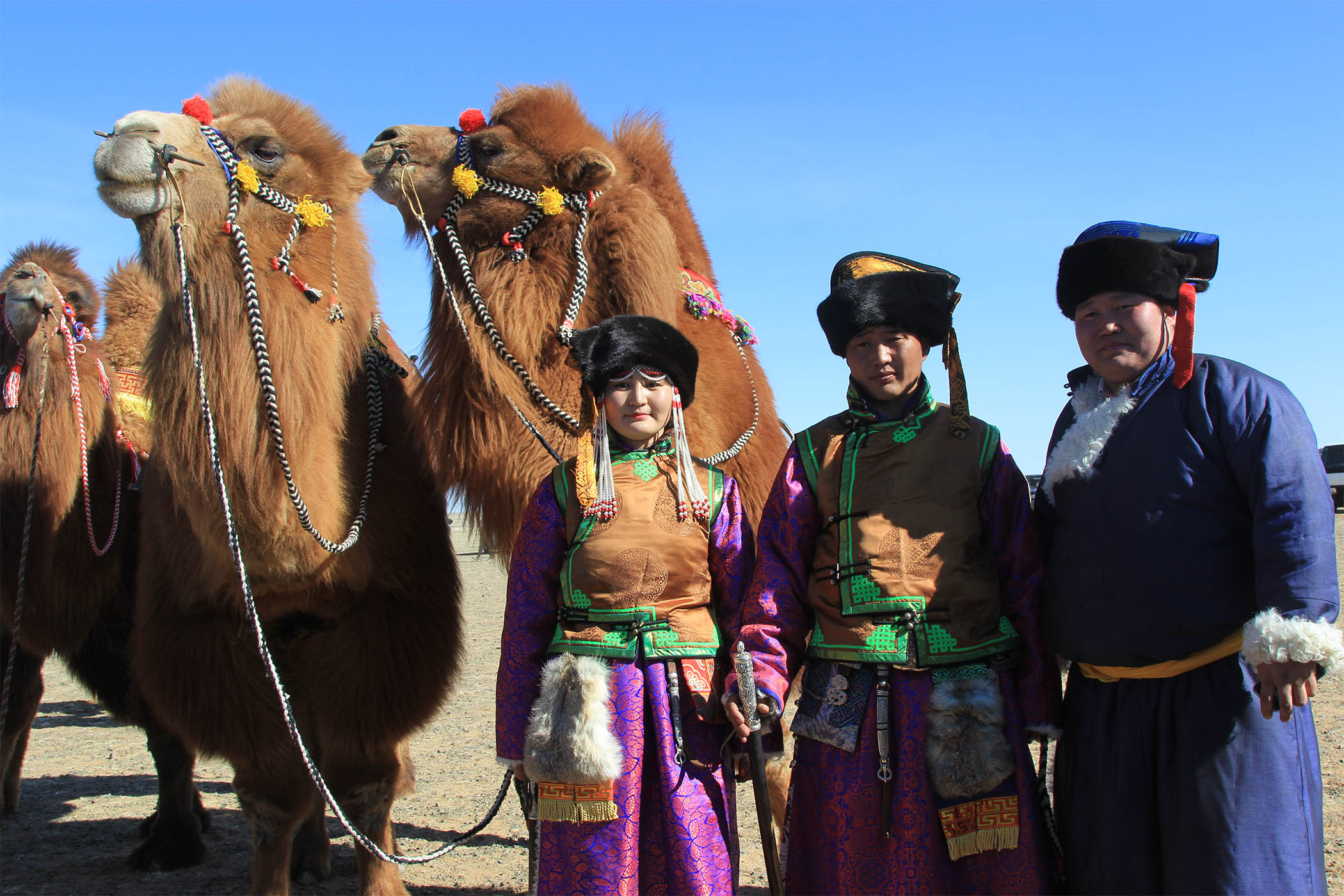
Züchter und ihre Kamele mit "Nose Peg", Mongolei

In einigen Ländern, wie Indien und der Mongolei, wo Kamele als Nutztiere eingesetzt werden, trifft man diese noch oft mit einem Holzpflock ("Nose Peg") im Septum an, der die gleiche Funktion erfüllt wie ein Nasenring und an derselben Stelle angebracht wird. Insbesondere Tiere, die zum Transport von Waren und ziehen von Gefährten eingesetzt werden, haben Nose Pegs. Der Einsatz ist mittlerweile umstritten. Rennkamele, die bei Kamelrennen antreten, tragen nur noch vereinzelt Nose Pegs.

## Tanzbären
Die Haltung eines Bären als Tanzbär ist mittlerweile eine Praxis, die fast überall auf der Welt durch Tierschutzgesetze verboten ist.
In Südost- und Osteuropa, sowie in Indien und Pakistan, werden die Bären nach wie vor beringt und an dem Nasenring geführt. In Länder wie Albanien, Bulgarien, Griechenland, Indien, Serbien und der Türkei werden keine Tanzbären mehr vermutet. Tierschützern gelang es die letzten Tanzbären Nepals frei zu kaufen, um ihnen einen ruhigen Lebensabend zu ermöglichen. Die Nasenringe der beiden Lippenbären verliefen nicht durch das Septum, sondern traten im oberen Teil der Schnauze aus.

## Galerie

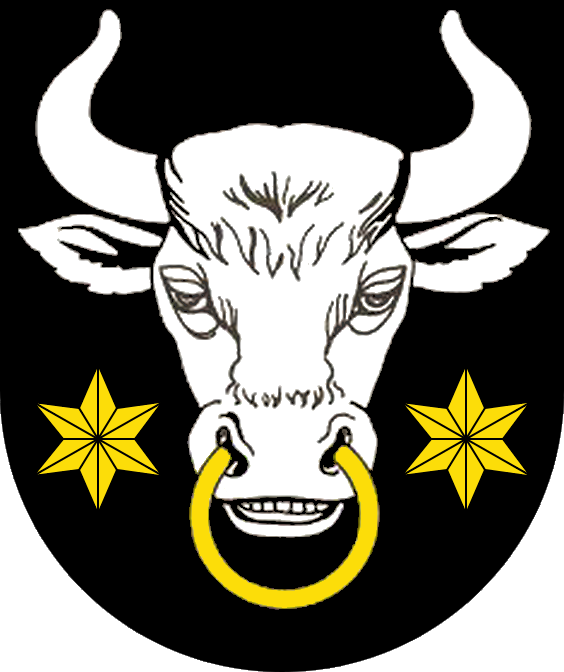
Beringter Stier auf dem Wappen der Stadt Schlieben (Brandenburg)
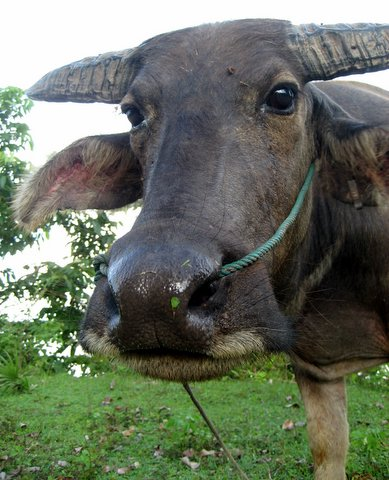
Domestizierte Wasserbüffel tragen statt eines Nasenringes oft einen Strick an der gleichen Stelle
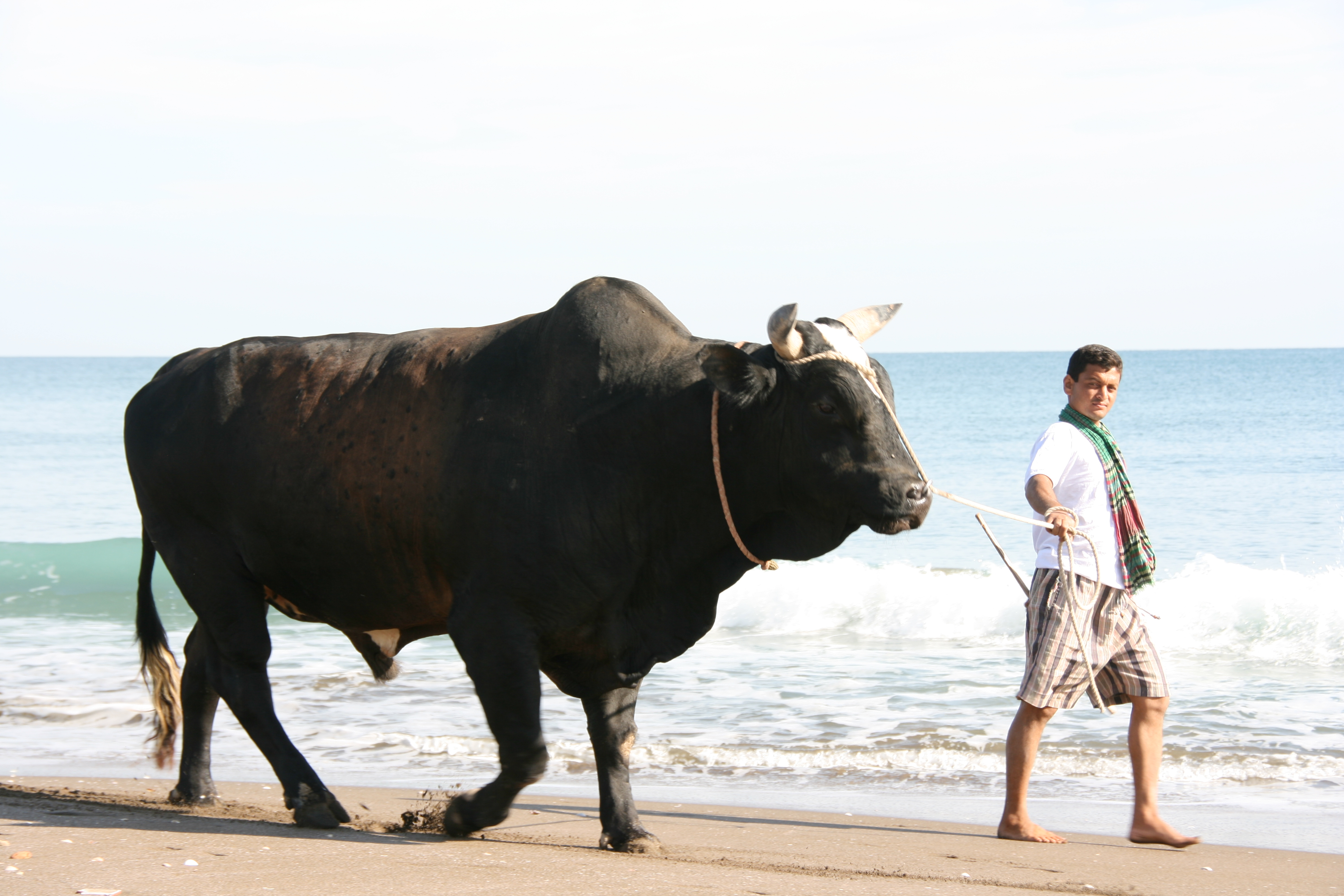
Bulle mit Nasenring
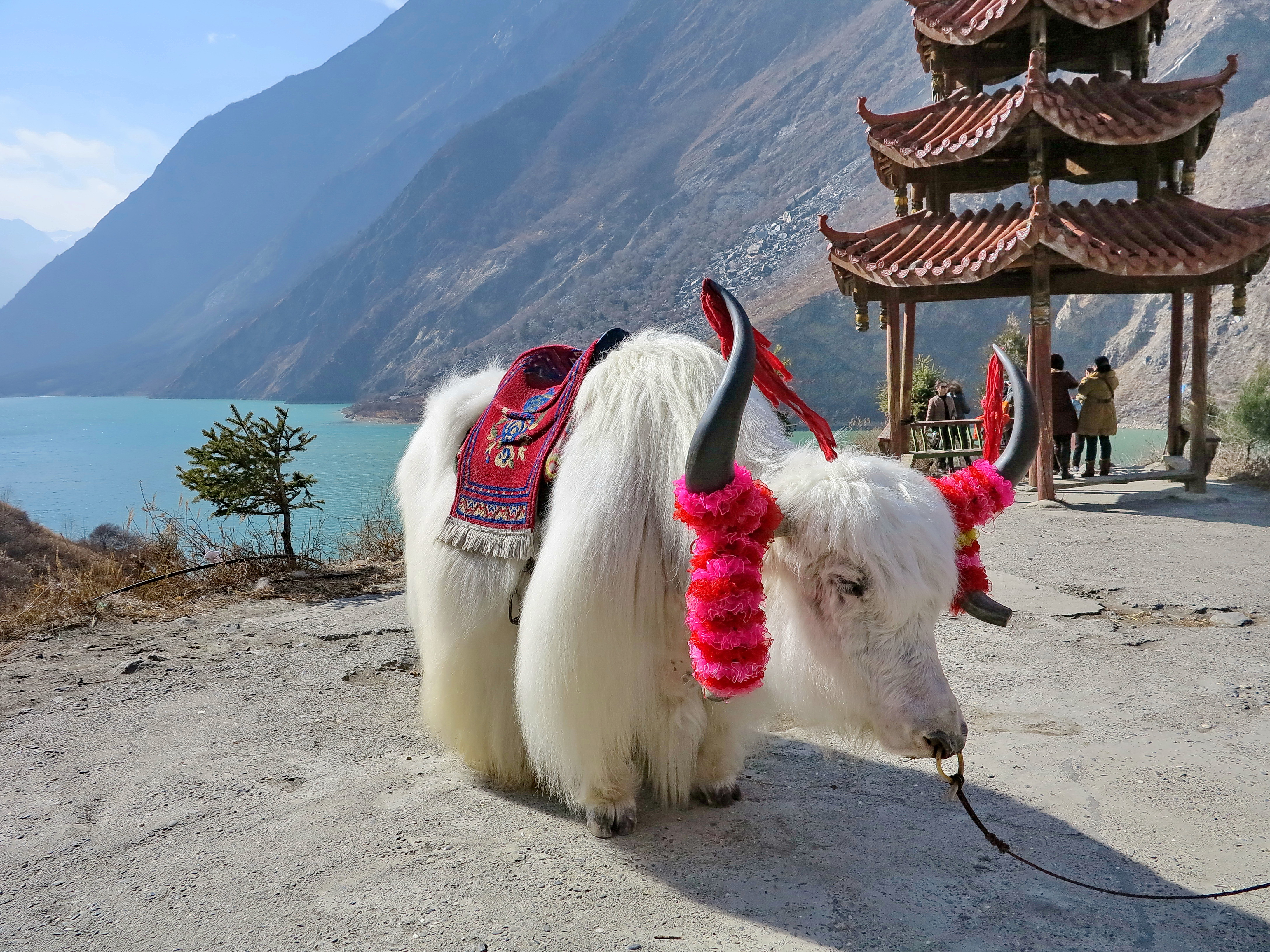
Ein weiteres Nutztier, bei dem Nasenringe verwendet werden, ist das Yak (Bos mutus)
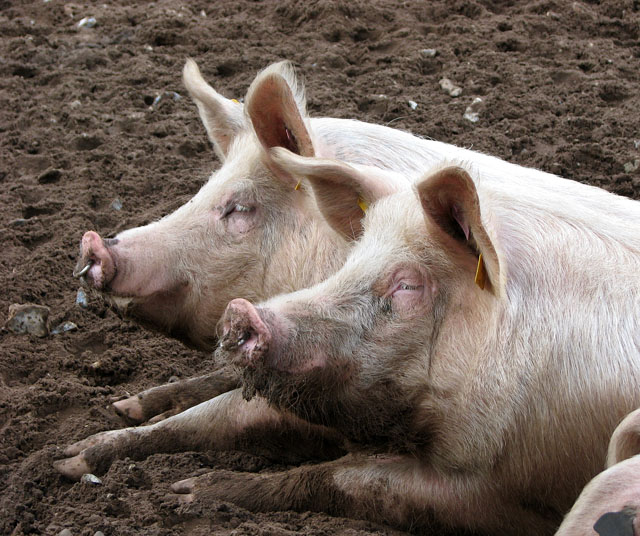
Klassischer Nasenring bei der Freilandhaltung von Schweinen
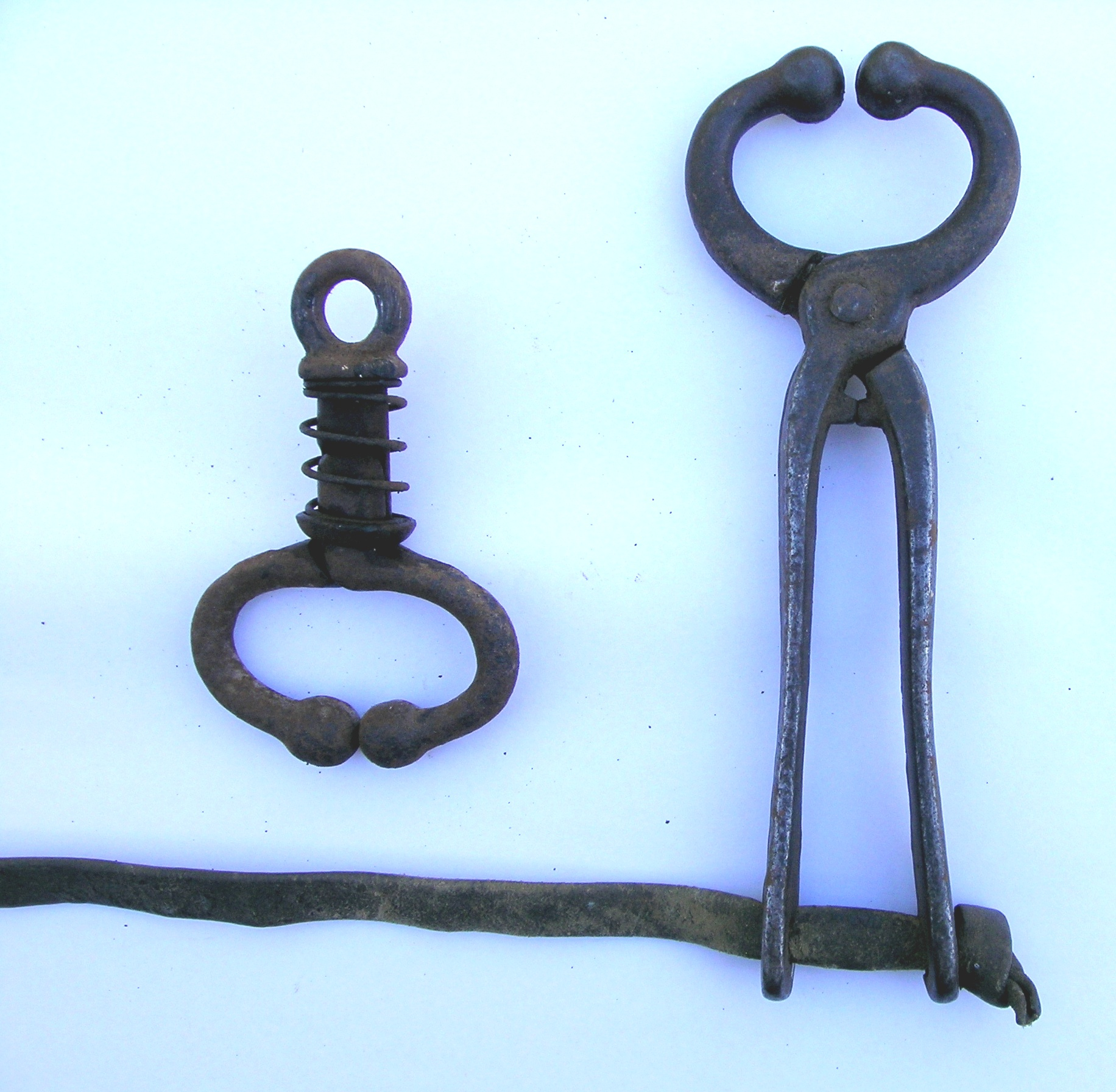
„Führhilfen“
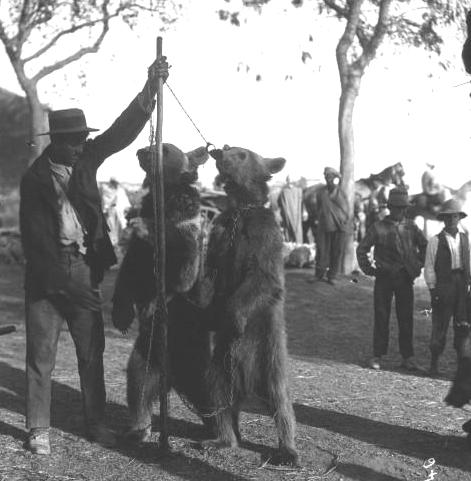
Historische Aufnahme von zwei Tanzbären mit Nasenring (1921)